# Lukáš Bauer
Lukáš Bauer ([ˈlʊkaːʃ ˈbaʊ̯ɛr]; Ostrov, 18 agosto 1977) è un ex fondista ceco vincitore della Coppa del Mondo nel 2008, di una Coppa del Mondo di distanza e di varie medaglie olimpiche e iridate.

## Biografia
Originario di Boží Dar e attivo dal gennaio del 1996, in Coppa del Mondo ha esordito il 13 dicembre 1997 nella 10 km a tecnica classica della Val di Fiemme (54º), ha ottenuto il primo podio il 3 marzo 2002 nella sprint a squadre a tecnica libera di Lahti (3º) e la prima vittoria il 18 gennaio 2003 nella 15 km a tecnica libera di Nové Město na Moravě. Nella stagione 2007-2008 si è aggiudicato la Coppa del Mondo generale e quella di distanza; ha ottenuto l'ultima vittoria nel circuito, nonché ultimo podio, il 30 novembre 2013 a Kuusamo.
In carriera ha partecipato a cinque edizioni dei Giochi olimpici invernali, Nagano 1998 (45º nella 10 km, 33º nella 30 km, 32º nell'inseguimento), Salt Lake City 2002 (6º nella 30 km, 8º nella 50 km, 12º nell'inseguimento, 7º nella staffetta), Torino 2006 (2º nella 15 km, 16º nella 50 km, 10º nell'inseguimento, 9º nella staffetta), Vancouver 2010 (3º nella 15 km, 12º nella 50 km, 7º nell'inseguimento, 3º nella staffetta) e Soči 2014 (5º nella 15 km, 31º nella 50 km, 8º nella staffetta), e a undici dei Campionati mondiali, vincendo due medaglie.

## Palmarès

### Olimpiadi
- 3 medaglie:
  - 1 argento (15 km a Torino 2006)
  - 2 bronzi (15 km, staffetta a Vancouver 2010)

### Mondiali
- 2 medaglie:
  - 2 argenti (15 km a Liberec 2009; 50 km a Falun 2015)

### Mondiali juniores
- 1 medaglia:
  - 1 argento (30 km a Canmore 1997)

### Coppa del Mondo
- Vincitore della Coppa del Mondo nel 2008
- Vincitore della Coppa del Mondo di distanza nel 2008
- 32 podi:
  - 12 vittorie
  - 12 secondi posti
  - 8 terzi posti

#### Coppa del Mondo - vittorie
| Data                            | Località                                               | Nazione                   | Disciplina                                             |
| ------------------------------- | ------------------------------------------------------ | ------------------------- | ------------------------------------------------------ |
| 18 gennaio 2003                 | Nové Město na Moravě                                   | Rep. Ceca                 | 15 km TL                                               |
| 22 gennaio 2005                 | Pragelato                                              | Italia                    | 30 km PU                                               |
| 6 marzo 2005                    | Lahti                                                  | Finlandia                 | 15 km TL                                               |
| 2 dicembre 2007                 | Kuusamo                                                | Finlandia                 | 15 km TC                                               |
| 9 dicembre 2007                 | Davos                                                  | Svizzera                  | 4x10 km (con Martin Koukal, Milan Šperl e Martin Jakš) |
| 28 dicembre 2007 6 gennaio 2008 | Nové Město na Moravě Praga Asiago Val di Fiemme        | Rep. Ceca Italia          | Tour de Ski                                            |
| 9 febbraio 2008                 | Otepää                                                 | Estonia                   | 15 km TC                                               |
| 23 febbraio 2008                | Falun                                                  | Svezia                    | 30 km PU                                               |
| 2 marzo 2008                    | Lahti                                                  | Finlandia                 | 15 km TC                                               |
| 24 gennaio 2009                 | Otepää                                                 | Estonia                   | 15 km TC                                               |
| 1º gennaio 2010 10 gennaio 2010 | Oberhof Praga Dobbiaco Cortina d'Ampezzo Val di Fiemme | Germania Rep. Ceca Italia | Tour de Ski                                            |
| 16 gennaio 2010                 | Otepää                                                 | Estonia                   | 15 km TC                                               |

Legenda:

HS = partenza a handicap

MS = partenza in linea

PU = inseguimento

TC = tecnica classica

TL = tecnica libera

#### Coppa del Mondo - competizioni intermedie
- Vincitore del Tour de Ski nel 2008 e nel 2010
- 11 podi di tappa:
  - 7 vittorie
  - 2 secondi posti
  - 2 terzi posti

##### Coppa del Mondo - vittorie di tappa
| Data             | Località             | Nazione   | Competizione   | Disciplina  |
| ---------------- | -------------------- | --------- | -------------- | ----------- |
| 28 dicembre 2007 | Nové Město na Moravě | Rep. Ceca | Tour de Ski    | 4,5 km TC   |
| 2 gennaio 2008   | Nové Město na Moravě | Rep. Ceca | Tour de Ski    | 15 km TC    |
| 9 gennaio 2010   | Val di Fiemme        | Italia    | Tour de Ski    | 20 km TC MS |
| 10 gennaio 2010  | Val di Fiemme        | Italia    | Tour de Ski    | 10 km TL HS |
| 28 novembre 2010 | Kuusamo              | Finlandia | Nordic Opening | 15 km TL HS |
| 9 gennaio 2011   | Val di Fiemme        | Italia    | Tour de Ski    | 9 km TL     |
| 30 novembre 2013 | Kuusamo              | Finlandia | Ruka Triple    | 10 km TC    |

Legenda:

HS = partenza a handicap

MS = partenza in linea

PU = inseguimento

TC = tecnica classica

TL = tecnica libera